# ドナルド1世 (スコットランド王)
ドナルド1世（英語：Donald I、812年 ‐ 862年4月13日）はスコットランド王（在位：858年 ‐ 862年）。ダルリアダ王アルピンの次男で、初代スコットランド王とされるケネス1世の弟。ドムナル・マック・アルピン（ゲール語：Domnall mac Ailpín）とも呼ばれる。生前はケネス1世と同様にピクト人の王（Cináed rex Pictorum）を名乗ったが、一般的にはアルバ王として扱われる。

## 生涯
812年にスコット人がスコットランド西部に建国したダルリアダ王国の王であるアルピンの次男として生まれた。兄のケネス1世は自身の民族であるスコット人とピクト人を統合して現在のスコットランドの版図を支配した。この王国はアルバ王国という呼称を経てスコットランドと呼ばれることになるが、初期の王のうち、ケネス1世からドナルドの息子ギリックまでは「ピクト人の王（Cináed rex Pictorum）」と名乗った。兄王の死後、ケルト系民族に伝わる「タニストリー」という王家の一族の中からふさわしい者が王として選ばれる制度によって王位に就いた。「メルローズ年代記」によると、ドナルドはスコーネで敵の奇襲によって殺されたとされるが、「ベルチャンの予言」によるとシンベラホア宮殿（所在地不明）で病死したとされる。いずれにせよ、ドナルドは在位4年で亡くなり、王位は兄のケネス1世の長男であるコンスタンティンが継承した。ドナルドの息子ギリックも後に王位に就いた。